# Eddy van der Maarel
Evert "Eddy" van der Maarel (Amsterdam, 23 februari 1934 – 4 april 2021) was een Nederlands ecoloog, hoogleraar en schrijver. Hij heeft zich vooral beziggehouden met de integratie van Europese en Anglo-Amerikaanse ontwikkelingen in de vegetatiekunde en de ontwikkeling van statistische methoden in dit vakgebied. Op ecologisch gebied gaat zijn belangstelling uit naar biodiversiteit en dynamiek van plantengemeenschappen en soorten. Van der Maarels maatschappelijke belangstelling leidde tot een actieve rol in het natuurbeheer en het spanningsveld ecologie-planologie.

## Opleiding
Van 1946–1951 was Van der Maarel leerling van de Eerste Vijfjarige HBS-B in Amsterdam. Van 1951–1959 studeerde hij biologie aan de Universiteit van Amsterdam met Prof. J. Heimans als hoofdvakdocent bijzondere plantkunde, Prof. H. Engel als bijvakdocent zoölogie en Prof. Willy Stellwag als bijvakdocent pedagogiek. In 1966 promoveerde hij aan de Universiteit Utrecht op een proefschrift over vegetatiestructuren in de duingraslanden van Voorne, met Prof. J. Lanjouw als promotor, en Prof. Victor Westhoff als leermeester.
Tevens studeerde hij van 1950 tot 1959 piano bij Karel Hilsum aan het Muziek-lyceum, thans Conservatorium van Amsterdam.

## Levensloop en loopbaan
Van 1948–1957 was Van der Maarel actief lid van de Nederlandse Jeugdbond voor Natuurstudie, onder meer als lid van het Hoofdbestuur en bestuurslid van de Plantensociologische Werkgroep. Van 1956–1959 was hij assistent op het Hugo de Vrieslaboratorium te Amsterdam, van 1957–1964 leraar biologie aan middelbare scholen en docent biologie en kleuterpedagogiek aan de Nutsacademie Rotterdam. Van 1962–1964 was hij medewerker aan het Instituut voor Systematische Plantkunde van de Universiteit Utrecht, van 1964–1968 aan het Laboratorium voor Plantenoecologie van de Rijksuniversiteit Groningen, van 1968–1981 docent aan de afdeling Geobotanie van de Radboud Universiteit Nijmegen, en tevens gastdocent aan de Universiteit van Lund, Zweden, en van de Universidad Nacional Autonoma de México. Ten slotte was hij van 1981–1999 hoogleraar-directeur van het Instituut voor Plantenbiologie ('Växtbiologiska Institutionen') van de Universiteit van Uppsala, Zweden. Van 1995–1999 werd deze functie gecombineerd met de positie van Gerard Baerends Gasthoogleraar Biologie (met promotierecht) aan de Rijksuniversiteit Groningen.
Van der Maarel heeft zijn werk aan de universiteiten altijd gecombineerd met bestuurswerk. Hij was onder meer secretaris van de Stichting Wetenschappelijk Duinonderzoek en langdurig vicevoorzitter van de International Association for Vegetation Science en het Svenska Växtgeografiska Sällskapet. Hij was lid van de Adviescommissie Recreatie-onderzoek Meijendel (1970–1978) van de Duinwaterleiding van 's-Gravenhage (thans Dunea). Ook was hij medeoprichter van de Werkgemeenschap voor Landschapsecologisch Onderzoek en de International Association of Landscape Ecology. Daarnaast heeft hij veel wetenschappelijk redactiewerk gedaan, onder meer als hoofdredacteur van het tijdschrift Vegetatio. Hij is medeoprichter van twee internationale tijdschriften voor vegetatiekunde en een voor kustbeheer.
De bemoeienissen met de planologie hebben onder meer geleid tot het lidmaatschap van de Commissie Streekplan-adviseurs van de Provincie Overijssel en, kort vanwege de benoeming in Zweden, van de Raad van Advies voor de Ruimtelijke Ordening en de Commissie voor de milieu-effectrapportage.
Als emeritus is Van der Maarel actief gebleven in de ecologie en natuurbescherming en verder als redacteur. Van der Maarel bleef actief in het verenigingsleven. Hij was vicevoorzitter van de Heimans en Thijsse Stichting en sinds 2001 redacteur van de nieuwsbrief van deze stichting.
Gedurende zijn academische loopbaan zijn 50 studenten bij Van der Maarel gepromoveerd in Uppsala en drie in Groningen. In Utrecht, Groningen, Nijmegen en Uppsala heeft hij ongeveer 100 doctoraal- en masterstudies begeleid. Ook werden externe PhD-examens afgenomen aan 11 universiteiten. Van der Maarel heeft zo'n 460 publicaties op zijn naam, waarvan 33 boeken en 230 wetenschappelijke, peerreviewed artikelen.
Van der Maarel was sinds 1959 getrouwd met Marijke Versluys, bioloog, tuinarchitect en redacteur, die op ecologisch en redactioneel gebied veel met haar man heeft samengewerkt. Zij hebben drie kinderen, Marius van der Maarel, Joost van der Maarel en Annette van der Maarel.
Hij overleed 4 april 2021.

## Betekenis

### Periode Nijmegen
De ontwikkeling van numerieke methoden in de vegetatiekunde heeft geleid tot een integratie van de Europese, vooral op de door Josias Braun-Blanquet, Reinhold Tüxen en Victor Westhoff gebaseerde plantensociologie, en Anglo-Amerikaanse benaderingen. Het met Westhoff geschreven essay over de nieuwe synthese is bijna 1600 keer geciteerd in Google Science Citations. In dit verband werd een quasi-logaritmische 9-delige schaal voor de abundantie en dominantie van plantensoorten ontworpen, de publicatie waarvan meer dan 1100 keer is geciteerd. Op basis van de relatietheorie van Chris van Leeuwen werd een baanbrekend overzicht van ecologische grenstypen ontwikkeld. In een veel geciteerde Nederlandse bijdrage is de flora van Nederland statistisch en ecologisch bewerkt en het begrip Florastatistiek ingevoerd. Elementen hiervan worden nog steeds gebruikt.
Op het gebied van de natuurbescherming heeft het boekje ‘Voorne in de Branding’ een bijdrage geleverd tot het uitstel van de plannen voor het vergroten van de Maasvlakte; de opzet van de ecologische waardering van natuurgebieden heeft navolging gekregen. De bemoeienissen met de planologie hebben geleid tot een studie door een werkgroep bij de Rijksplanologische Dienst over een ecologische basis van de ruimtelijke ordening. Dit is uitgemond in een tweedelig rapport over het Globaal Ecologisch Model, dat niet verder is ontwikkeld door de overheid, maar wel veel ecologen en planologen heeft beïnvloed.

### Periode Uppsala
Het instituut (nu afdeling) voor Plantenbiologie, de waarschijnlijk oudste ecologische universiteits-afdeling ter wereld, was al in de jaren 1920 een veel bezocht Scandinavisch trefpunt, en groeide in de jaren 1980 en 1990 tot een internationaal centrum, met medewerkers, promovendi en gastonderzoekers uit de hele wereld.
Onderzoek en begeleiding werden geconcentreerd op successie en biodiversiteit, waarbij deels op het duinonderzoek in Nederland werd voortgebouwd. Een belangrijke ontwikkeling was successieonderzoek op lange termijn, dat steeds meer werd gericht op het ontwikkelen van modellen van ecosysteemverandering in verband met klimaatverandering; de meeste medewerkers en promovendi, met name H. Hytteborn, M.T. Sykes, I.C. Prentice, W. Cramer en de Nederlander R. Leemans zijn nu internationaal bekende deskundigen op dit terrein.
Het onderzoek van Van der Maarel was vooral gericht op de kortstondige dynamiek van plantengemeenschappen. Zijn carousel-model voor de soortsdynamiek in soortenrijke graslanden, het komen en gaan van soorten op zeer kleine oppervlakken bij een constante soortensamenstelling op het niveau van de gemeenschap is geïnspireerd op de fuga in de muziek. De hoofdpublicatie is bijna 400 keer geciteerd.

### Algemeen
Van der Maarel heeft in de loop van zijn leven niet alleen veel masterstudenten en promovendi goed leren kennen maar ook veel gastmedewerkers en gastpromovendi op bezoek gehad. Naar schatting heeft hij met ruim 300 vakgenoten intensieve persoonlijke contacten gehad. Van hen zijn ca. 60 hoogleraar geworden.
Hij stond verder aan de wieg van vier wetenschappelijke tijdschriften (Landscape Ecology, Journal of Vegetation Science, Journal of Coastal Conservation, Applied Vegetation Science) en was van het tijdschrift Vegetatio en het tweede hier genoemde tijdschrift lange tijd hoofdredacteur.
Over de thema's vegetatiekunde, ecologische successie, biodiversiteit, natuurbeheer en duinonderzoek heeft hij, deels samen met anderen, synthetische en/of innovatieve boeken geschreven of samengesteld.
Buiten zijn vakgebied heeft Van der Maarel met componist Margriet Verbeek een dubbel-cd met op de natuur geïnspireerde muziek voor gitaar en piano uitgebracht en daarover een essay gepubliceerd.
Van der Maarel schreef een boek over de betekenis van woorden in Indo-Europees verband.
Van 2001 tot 2017 was Van der Maarel redacteur van de "Nieuwsbrief" en bestuurslid van de Heimans en Thijsse Stichting.

## Onderscheidingen
- Ridder in de Orde van de Nederlandse Leeuw
- Correspondent (Buitenlands lid) van de Koninklijke Nederlandse Akademie van Wetenschappen
- Lid van de Royal Swedish Academy of Sciences
- Lid van de Royal Science Society in Uppsala
- Lid van de Royal Physiographical Society in Lund
- Erelid van de Koninklijke Nederlandse Botanische Vereniging
- Erelid van de British Ecological Society
- Erelid van de Tsjechische Botanische Vereniging
- Erelid van het Zweedse Plantengeografische Gezelschap en de Carolina Vegetation Survey
- De Heimans en Thijsse Prijs de Zilveren Spreeuw, 2013[18]
- Erelid van de International Association for Vegetation Science (IAVS), 2005[19]